# Bandera de Pau
La bandera oficial de Pau (Alt Empordà) té la següent descripció:
Bandera apaïsada, de proporcions dos d'alt per tres de llarg, blanca, amb el paó reial blau de l'escut d'altura 7/9 del drap, situat al primer terç vertical.
El Ple de l'Ajuntament del 2 de setembre de 2003 de Pau (Alt Empordà) va adoptar l'acord d'aprovar la bandera municipal, la qual fou publicada en el DOGC el 28 d'octubre del mateix any amb el número 3997. Es va publicar una correcció d'errada en el DOGC número 4159 del 22 de juny de 2004.